# Рачо Стоянов
Рачо Стоянов Генов-Дуфев е български писател, драматург и преводач.

## Биография
Рачо Стоянов е роден на 7 октомври 1883 г. в гр. Дряново в семейството на занаятчия. Учи в Априловската гимназия в Габрово до 1902 г. Установява се във Варна, където работи като чиновник. Впоследствие е актьор в пътуващ театър, коректор във вестник „Ден“ (1904 – 1910), библиотекар в Народното събрание (1910 – 1914) и в БАН (1914 – 1926), журналист в редакциите на вестниците „Мир“, „Македония“ и „Знаме“. Член на СБП.
Литературната дейност на Рачо Стоянов започва с интимна и социална поезия. За пръв път печата през 1904 г. в сп. „Летописи“ – разказа „Човекът“, който прави силно впечатление на Константин Величков и Антон Страшимиров. Сътрудничи на списанията „Летописи“, „Демократически преглед“, „Съвременник“, на вестниците „Ден“, „Македония“, „Литературен глас“ и „Литературен фронт“.
Първият му сборник „Разкази“ (1909) e посрещнат ласкаво от литературната критика. През 1927 г. Народният театър в София открива сезона си с драмата му „Майстори“, написана през 1922 г. Още приживе на автора драмата е поставяна и в театрите на Белград (1936), Прага (1938), Загреб (1943). През 1936 г. публикува повестта „Майка Магдалина“, наградена от БАН. Неговите стихотворения са издадени чак през 2010 г.
Превежда и художествена литература от руски, френски и английски език: Ръдиард Киплинг (романа „Ким“), Джек Лондон (романа „Мартин Идън“), Робърт Луис Стивънсън (романа „Островът на съкровищата“), Кнут Хамсун (романа „Редакторът Люнге“, от руски), Фьодор Достоевски (повестта „Бели нощи“), Антон Павлович Чехов (повестта „Кащанка“ и др.), Луис Бромфийлд и др.
Заради голямата му самокритичност много романи, пиеси и повести остават незавършени, понякога прекъсвани на средата на изречението; известен брой разкази са или непубликувани, или незавършени. Много от тези творби не са издавани, а дневниците от архива на автора, наследен от сестра му и преместен в родния му град, са разпилени и частично изгубени. Сравнително пълно описание и анотирано издание в два тома на внимателно подбрани произведения правят през 1976 г. Атанас Смирнов и Георги Крънзов.

## Награда
През 1986 г. е учредена Националната литературна награда „Рачо Стоянов“, която се присъжда на всеки три години на творци за изключителния им принос към развитието на българската култура.

## Признателност
Габровският драматичен театър носи името на Рачо Стоянов.